# 1771
1771 (MDCCLXXI) var ett normalår som började en tisdag i den gregorianska kalendern och ett normalår som började en lördag i den julianska kalendern.

## Händelser

### Januari
- 15 januari – Finlands första tidning, Tidningar utgifne af et Sällskap i Åbo, utges.

### Februari
- 12 februari – Den svenske kungen Adolf Fredrik dör av matförgiftning. Därmed blir hans äldste son Gustav III kung av Sverige, dock utan att veta om det, eftersom han befinner sig i Paris vid tillfället.[1]

### Mars
- 1 mars – Gustav III får i Paris budet om att hans far har dött och att han har blivit kung av Sverige. Han får där skriva under en provisorisk kungaförsäkran om att han skall följa den svenska regeringsformen.

### Maj
- 30 maj – Gustav III återkommer till Stockholm.

### Juni
- 25 juni – Gustav III söker förgäves försona de stridande partierna i riksdagen genom det så kallade "Kompositionsförsöket".

### September
- 8 september – Den svenska Kungliga Musikaliska Akademien instiftas.[2]

### Oktober

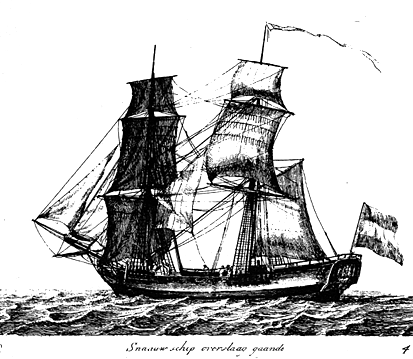
Vrouw Maria

- 9 oktober – Den nederländska båten Vrouw Maria sjunker på Östersjön utanför östra Sverige.

### Okänt datum
- Hungersnöd utbryter i Sverige, vilket leder till att potatisodlingen ökar.
- Samfundet Pro Fide et Christianismo instiftas av den svenske överhovpredikanten Carl Magnus Wrangel för att främja kristen tro och sedlighet.
- Eskilstuna blir fristad, ett experiment som skall få igång produktion av klensmide (vapen, lås och knivar) utan statens eller skrånas inblandning. Samtidigt föreslås återigen (liksom 1747 och 1762) att Marstrands stad skall bli frihamn på liknande sätt.
- Sverige ingår i en allians med Frankrike.

## Födda

### Första kvartalet

#### Januari
- 3 januari – Elisa Bonaparte, storhertiginna av Toscana, syster till Napoleon I. (död 1820)

#### Februari
- 22 februari – Vincenzo Camuccini, italiensk målare. (död 1844)
- 26 februari – Thomas Morris, amerikansk politiker, kongressledamot 1801–1803. (död 1849)

#### Mars
- 5 mars – Wilhelm Daniel Joseph Koch, tysk botaniker. (död 1849)

### Andra kvartalet

#### April
- 3 april – Hans Nielsen Hauge, norsk lekmannapredikant. (död 1824)
- 13 april – Richard Trevithick, brittisk ingenjör som tog fram världens första lok 1804. (död 1833)

#### Maj
- 11 maj – Laskarina Bouboulina, grekisk nationalhjältinna. (död 1825)
- 14 maj – Robert Owen, brittisk industriägare och samhällsreformator. (död 1858)

#### Juni
- 1 juni – Ferdinando Paër, Italiensk kompositör. (död 1839)
- 24 juni – Éleuthère Irénée du Pont, fransk-amerikansk kemist och industrialist. (död 1834)

### Tredje kvartalet

#### Juli
- 7 juli – Lovisa Augusta, dansk prinsessa. (död 1843)

#### Augusti
- 14 augusti – Sir Walter Scott, skotsk författare. (död 1832)
- 16 augusti – Jonathan Roberts, amerikansk politiker, senator 1814–1821. (död 1854)
- 28 augusti – Jeremiah B. Howell, amerikansk politiker (demokrat-republikan), senator 1811–1817. (död 1822)

#### September
- 27 september – Julius August Ludwig Wegscheider, tysk teolog. (död 1849)

### Fjärde kvartalet

#### Oktober
- 6 oktober – Jeremiah Morrow, amerikansk politiker. (död 1852)

#### November
- 15 november – Jean Charles Abbatucci, fransk militär. (död 1796)

#### December
- 14 december – Josepha von Siebold, tysk obstetriker. (död 1849)

## Avlidna

### Första kvartalet

#### Januari
- 2 januari – Louis Charles d'Estrées, 75, fransk hertig och militär.
- 5 januari – John Russell, 4:e hertig av Bedford, 60, brittisk politiker.
- 11 januari
  - Jean-Baptiste de Boyer, 66, fransk filosof och författare.
  - Birger Wassenius, 83, svensk astronom.
- 14 januari – Maria Doroteia, 31, portugisisk prinsessa.
- 16 januari – Jacob Guntlack, svensk tjuv och bedragare, avrättad.
- 31 januari – Karl Gustaf Boberg, 56, svensk politiker.

#### Februari
- 2 februari – Gustav Otto Douglas, 83, svensk greve och militär.
- 9 februari – Berndt Wilhelm von Liewen, 86, svensk militär.
- 12 februari – Adolf Fredrik, 60, kung av Sverige sedan 1751.
- 21 februari – Filippo Raguzzini, 80, italiensk arkitekt.

#### Mars
- 4 mars – Fredrik Vilhelm av Brandenburg-Schwedt, 70, preussisk prins.
- 7 mars – Casper Herman Krebs, 82, svensk militär.
- 8 mars – Louis Auguste Le Clerc, 82, fransk skulptör.
- 20 mars – Louis-Michel van Loo, 64, fransk konstnär.
- 22 mars – Gottlieb Wilhelm Rabener, 56, tysk författare.

### Andra kvartalet

#### April
- 2 april – Casper Fredrik von Gröninger, 83, svensk militär.
- 14 april – Laurent Cars, 71, fransk kopparstickare.
- 20 april – Knut Posse, 51, svensk greve och militär.
- 28 april – Valentin Rose den äldre, 34, tysk apotekare och kemist.

#### Maj
- 12 maj
  - Daniel Annerstedt, 50, svensk teolog.
  - Brigitta Sahlgren, svensk industrialist.

#### Juni
- 11 juni – Matthias Castreen, 78, finländsk ämbetsman och militär.
- 18 juni – Carl Adam Silfverhielm, 51, svensk friherre och militär.
- 23 juni – Jean-Claude Trial, 38, fransk kompositör och violinist.
- 26 juni – Gustaf Ruder, 63, svensk pedagog.

### Tredje kvartalet

#### Juli
- 12 juli – Flavio Chigi, 59, italiensk kardinal.
- 18 juli – Fredric Palmqvist, 50, svensk friherre och matematiker.
- 30 juli – Thomas Gray, 54, brittisk poet.

#### Augusti
- 23 augusti – Juan de Iriarte, 68, spansk bibliotekarie, lexikograf och poet.

#### September
- 10 september – Olof Malmerfelt, 77, svensk ämbetsman.
- 17 september – Tobias Smollett, 50, brittisk historiker och författare.

### Fjärde kvartalet

#### Oktober
- 7 oktober – Alexander De Geer, 59, svensk militär.
- 9 oktober
  - Jan Klemens Branicki, 82, polsk greve och militär.
  - Claes Ekeblad den yngre, 63, svenskt riksråd samt kanslipresident 1761–1765 och sedan 1769.

#### November
- 5 november – Algoth Scarin, 86, svensk historiker.
- 13 november – Konrad Ernst Ackermann, 71, tysk skådespelare och teaterledare.
- 19 november – Nils Gissler, 56, svensk läkare.

#### December
- 23 december – Marie-Marguerite d'Youville, 70, kanadensisk nunna.
- 26 december – Claude-Adrien Helvétius, 56, fransk filosof och pedagog.
- 27 december
  - Magnus Daniel Lilliesvärd, 78, svensk friherre och militär.
  - Henri Pitot, 76, fransk astronom, ingenjör och matematiker.
- 31 december
  - Christian Adolph Klotz, 33, tysk filolog.
  - Elena Riccoboni, 85, italiensk skådespelare och författare.

### Fotnoter
1. ↑  - World Statesmen
2. ↑  Kungliga Musikaliska Akademien